# فیلیپ پیر
فیلیپ پیر (انگلیسی: Philip Pierre)سیاستمدار اهل سنت لوسیا که از ۲۸ ژوئیه ۲۰۲۱ به عنوان نخست‌وزیر سنت لوسیا برگزیده شد و از ۱۸ ژوئن ۲۰۱۶ رهبری حزب کارگر سنت لوسیا را برعهده دارد. او حوزه کاستریس شرقی در مجلس ملی را از ۱۹۹۷ نمایندگی می‌کند. پیر پیش از این از ۱۹۹۷ تا ۲۰۰۰ معاون نخست‌وزیر و وزیر امور زیربنایی بود و از ۲۰۱۱ تا ۲۰۱۶ وزیر خدمات بندری و حمل و نقل شد و از ۲۰۱۶ تا ۲۰۲۱ رهبری اپوزیسیون را برعهده گرفت.

## زندگی‌نامه
فیلیپ پیر کار خود را در حرفه معلمی در کالج سنت مری از سپتامبر ۱۹۷۲ آغاز کرد و تا ۱۹۷۳ معلم بود. پس از آن فیلیپ از ۱۹۹۰ تا ۱۹۹۷ به کار تجاری پرداخت و شرکت شخصی فیلیپ پیر با مسئولیت محدود را تأسیس کرد و مدیرعامل آن شد.
در ۱۹۹۷او از جانب حزب کارگر سنت لوسیا (SLP) به عنوان نماینده حوزه شرقی کاستریس انتخاب شد.
در ۲۰۱۱ معاون نخست‌وزیر و وزیر امور زیربنایی و حمل و نقل در دولت کنی آنتونی شد.
در ۲۰۱۶ بدنبال استعفای کنی آنتونی از این سمت و، پس از شکست SLP در انتخابات ۲۰۱۶، مسئولیت حزب کارگر سنت لوسیا را بر عهده گرفت.

## فعالیت سیاسی
پیر در سال ۱۹۸۵ به حزب کارگر سنت لوسیا (SLP) پیوست و از سال ۱۹۸۶ تا ۱۹۹۲ به عنوان خزانه‌دار حزب خدمت کرد. در سال ۱۹۹۲، او برای اولین بار در انتخابات عمومی در کاستری شرقی شرکت کرد، اما پیروز نشد. پس از ریاست حزب SLP از سال ۱۹۹۲ تا ۱۹۹۶، پیر دوباره در سال ۱۹۹۷ نامزد شد و در این دور از رقابت برنده شد. علاوه بر این در دولت پیشین از حزب SLP به رهبری کنی آنتونی، پیر از سال ۱۹۹۷ تا ۲۰۰۰ به عنوان وزیر گردشگری، هوانوردی غیرنظامی و خدمات مالی بین‌المللی خدمت کرد.
پیر در انتخابات عمومی سالهای ۲۰۰۱، ۲۰۰۶ و ۲۰۱۱ مجدداً از کاستری شرقی برای نمایندگی مجلس انتخاب شد. در سال ۲۰۱۱، به عنوان معاون نخست‌وزیر و وزیر زیرساخت، خدمات بندری و حمل و نقل سوگند یاد کرد. پیر کرسی خود را در انتخابات عمومی ۲۰۱۶ حفظ کرد، اما در انتخابات SLP شکست خورد. کنی آنتونی سپس از رهبری حزب استعفا داد. پیر  سپس در ۱۸ ژوئن ۲۰۱۶ به عنوان جانشین وی انتخاب شد. او همچنین رهبر پارلمانی اپوزیسیون شد.
پیر یکی از اعضای انجمن پارلمانی مشترک المنافع (CPA) است. او همچنین به مجمع نمایندگان پارلمان کارائیب پیوست و در نشست افتتاحیه آن در سال ۱۹۹۶ در باربادوس شرکت کرد.
پیر SLP را در انتخابات عمومی ۲۰۲۱ رهبری کرد، جایی که این حزب اکثریت کرسی‌ها را به دست آورد. او در ۲۸ ژوئیه ۲۰۲۱ به عنوان نخست‌وزیر سنت لوسیا سوگند یاد کرد.